# Paniōnios Gymnastikos Syllogos Smyrnīs
Il Paniōnios Gymnastikos Syllogos Smyrnīs (in greco Πανιώνιος Γυμναστικός Σύλλογος Σμύρνης?, Associazione Ginnastica Pan-Ionica di Smirne) è una società calcistica greca con sede a Nea Smyrnī, comune della prefettura di Atene.

## Storia
Il club fu fondato nel 1890 a Smirne, allora impero ottomano, sotto il nome di Orpheus Music and Sports Club.
Nel 1893 alcuni membri dell'Orpheus formarono un'organizzazione separata, il "Gymnasion Club" e iniziarono ad organizzare competizioni sportive annuali. Nel 1898 l'Orpheus e il Gymnasion si fusero di nuovo formando il PGSS. Dopo la sconfitta militare greca nella Guerra greco-turca (1919–1922) il club fu trasferito nel comune ateniese di Nea Smyrnī. Il club presto divenne famoso per occuparsi di tutti i principali sport e fu il primo club greco ad istituire una divisione di Atletica leggera femminile nel 1925. Con la graduale trasformazione del calcio e del basket maschile in sport professionistici, il Paniōnios FC e il Paniōnios BC divennero club privati operando sotto gli auspici dei tradizionali "sport dilettantistici" della PGSS.
Il Paniōnios ha passato quasi tutta la sua intera storia nella prima divisione greca (ora chiamata 'Superleague'), essendo stato estromesso dalla massima divisione greca solo due volte nella sua storia ultracentenaria. Il Paniōnios, insieme al Larissa e al PAOK Salonicco, si è spesso classificato nella Zona UEFA-Intertoto, dietro alle "big" AEK Atene, Panathinaikos e Olympiakos. Si è quindi affacciata diverse volte sullo scenario europeo.
Nel Panionios sono cresciuti i tre maggiori attaccanti greci degli anni ottanta, ossia Nikos Anastopoulos (poi dell'Olympiakos), Thomas Mavros (poi dell'AEK), e Dīmītrīs Saravakos (poi del Panathīnaïkos). Altri giocatori famosi cresciuti nel club sono stati Nikos Tsiantakīs (poi dell'Olympiakos) e Takis Fyssas, poi del Panathinaikos e membro della Nazionale greca.
Nel dicembre del 2001 il club fu ridenominato Neos Paniōnios FC (Nuovo Panionios FC) al fine di evitare la minaccia di retrocessione dalla prima divisione a causa di difficoltà finanziarie.
Il 5 settembre 2008 ingaggiò l'attaccante uruguaiano Álvaro Recoba, reduce da un'ultradecennale esperienza nel campionato italiano.
Il 26 aprile 2010 fu assunto l'allenatore svedese Mikael Stahre, esonerato il 28 ottobre dello stesso anno. Al suo posto fu richiamato Geōrgios Paraschos, tornato in panchina nel novembre 2010, ma dimessosi una settimana dopo. Parallelamente alla crisi di risultati, il club attraversò una situazione di caos amministrativo, dopo la decisione di Tsakiris di cedere il controllo del sodalizio. Il 10 dicembre 2010 la panchina fu affidata a Takīs Lemonīs, rimasto in carica fino alla decima giornata della stagione successiva. La riduzione del budget e la partenza dei giocatori chiave furono tra le cause della partenza di Lemonīs, rimpiazzato da Apostolos Mantzios, che mantenne il ruolo sino alla fine della stagione 2011-2012, riuscendo a salvare la squadra dalla retrocessione.
Nel 2012-2013 il club fu costretto a fare affidamento su giovani giocatori provenienti dal vivaio con poche aggiunte, in quanto non poteva ingaggiare, a causa di gravi problemi finanziari, giocatori di età superiore a 23 anni. In questa fase difficile, il ruolo di allenatore fu assunto dall'ex portiere Dīmītrios Eleutheropoulos, subentrato a stagione in corso e all'esordio come tecnico. Pur con un organico pieno di giovani, il nuovo allenatore riuscì a disputare un ottimo girone d'andata, ciuso dalla squadra vicino alla vetta della classifica, ma una serie di risultati negativi nelle seguenti giornate portò all'esonero di Eleutheropoulos, sostituito da Kostas Panagopoulos.
Il bando ai trasferimenti imposto dalle autorità calcistiche nazionali al club fu esteso alla stagione 2013-2014, segnata da perduranti problemi finanziari, mentre la maggior parte dei giocatori esperti come Goundoulakis, Siderakis, Rokas, Andralas lasciarono il club, seguiti poco dopo da Kostas Mendrinos. Fu Nikos Pantelis a guidare la squadra nella prima parte del campionato, portando risultati soddisfacenti, ma la dirigenza decise di sostituirlo con Kostas Panagopoulos. Nella seconda parte del torneo la squadra si trovò in una posizione difficile, così per le ultime dieci partite di campionato fu chiamato in panchina l'esperto Nikos Anastopoulos, che alla fine riuscì a salvare il club dalla retrocessione.
Nonostante la crisi finanziaria, durante questo periodo i rossoblù misero in mostra alcuni giocatori di talento provenienti dal settore giovanile, molti dei quali facevano parte delle nazionali giovanili greche e la maggior parte dei quali furono poi ceduti ad altri club. Tra questi si ricordano Maniatis, Siovas, Samaris, Kolovos, Avlonitis (passato all'Olympiacos), Kontoes, Arabidis, Dounis, Anestis, Lambropoulos (ceduto all'AEK Atene), P. Spyropoulos (ceduto al Panathīnaïkos), Kouros (all'Atromītos), Peristeridis (al Platanias).
La stagione 2014-2015 iniziò con il club ancora costretto a rinunciare a calciatori di età superiore a 23 anni (ad eccezione di tre fuoriquota) e per un altro anno dovette puntare sui ragazzi delle giovanili, ma riuscì a rimanere nella categoria, finendo al tredicesimo posto. Nel 2015-2016 ottenne un ottimo quinto posto, assicurandosi la sua partecipazione ai play-off del campionato e allo stesso tempo la qualificazione all'Europa League, cui non poté, tuttavia, prendere parte perché non ottenne la licenza UEFA (il suo posto fu preso dal PAS Giannina, che era arrivato sesto).
Nel campionato 2016-2017 chiuse nuovamente al quinto posto, partecipando per il secondo anno consecutivo ai play-off del campionato e garantendosi al contempo la qualificazione all'Europa League. Settimo nel 2017-2018, concluse al sesto posto nel 2018-2019, mentre nella stagione successiva retrocesse in seconda serie a causa dell'ultimo posto finale. Nel 2020-21 la squadra del Panionios è ripartita dal campionato regionale Gamma Ethniki, nel gruppo 6.

## Allenatori
- Sophocles Magnes (1909-22)
- Emmanouil Βamieros (1927-33)
- Georgios Roussopoulos (1940-45)
- Kostas Negrepontis (1950-1954)
- Nikos Zarkadis (1957)
- Nikos Pentzaropoulos (1957)
- Giannis Helmis (1959-60)
- Ioannis Skordilis (1960-65)
- Nikos Zarkadis (1966-67)
- Dezső Bundzsák (1968-70)
- Joe Mallett (1970-74)
- Dan Georgiadis (1973-76)
- Panos Markovic (1976-77)
- Dan Georgiadis (1º luglio 1978 - 13 dicembre 1978)
- Panos Markovic (14 dicembre 1978 - 30 giugno 1979)
- Siegfried Melzig (1º luglio 1979 - 3 dicembre 1979)
- Lakis Petropoulos (6 dicembre 1979 - 30 giugno 1980)
- Salimis Milosevic (1º luglio 1980 - 29 dicembre 1980)
- Lakis Petropoulos (30 dicembre 1980 - 30 giugno 1981)
- Panos Markovic (1º luglio 1981 - 2 maggio 1983)
- Stathis Chaitas (2 maggio 1983 - 30 giugno 1983)
- Egon Piechaczek (1º luglio 1983 - 29 febbraio 1984)
- Stathis Chaitas (1º marzo 1984 - 20 maggio 1984)
- Nikos Alefantos (21 maggio 1984 - 5 aprile 1985)
- Doros Kleovoulou (ad interim) (6 aprile 1985 - 30 giugno 1985)
- Urbain Braems (1º luglio 1985 - 30 giugno 1988)
- Bo Johansson (1º luglio 1988 - 10 novembre 1989)
- Helmut Senekowitsch (20 novembre 1989 - 30 giugno 1990)
- Momčilo Vukotić (1º luglio 1990 - gennaio 1993)
- Ioannis Kyrastas (gennaio 1993 - 30 giugno 1993)
- Andreas Michalopoulos (1º luglio 1993 - 10 Jan 1995)
- Dimitris Mavrikis (ad interim) (11 gennaio 1995 - 24 gennaio 1995)
- Emerich Jenei (25 Jan 1995 - 27 novembre 1995)
- Nikos Alefantos (27 novembre 1995 - 29 gennaio 1996)
- Christos Emvoliadis (ad interim) (29 gennaio 1996 - 19 febbraio 1996)
- Ioannis Gounaris (20 febbraio 1996 - 6 maggio 1996)
- Stathis Chaitas (6 maggio 1996 - 30 giugno 1996)
- Ioannis Kyrastas (1º luglio 1996 - 14 novembre 1997)
- Christos Emvoliadis (15 novembre 1997 - 30 giugno 1998)
- Ronnie Whelan (1º luglio 1998 - 30 giugno 1999)
- Jacek Gmoch (1º luglio 1999 - 22 novembre 1999)
- Makis Katsavakis (24 novembre 1999 - 12 aprile 2000)
- Christos Emvoliadis (12 April 2000 - 30 giugno 2000)
- Zoran Filipović (1º luglio 2000 - 18 dicembre 2000)
- Dimitrios Barbalias (19 dicembre 2000 - 5 febbraio 2001)
- Martti Kuusela (6 febbraio 2001 - 22 agosto 2001)
- Dumitru Dumitriu (30 agosto 2001 - 30 giugno 2002)
- Jozef Bubenko (1º luglio 2002 - 30 giugno 2004)
- Karol Pecze (1º luglio 2004 - 22 ottobre 2004)
- Georgios Vazakas (23 ottobre 2004 - 16 aprile 2005)
- Dimitrios Barbalias (ad interim) (18 aprile 2005 - 30 giugno 2005)
- Josef Csaplár (1º luglio 2005 - 11 settembre 2005)
- Nikos Pantelis (ad interim) (11 settembre 2005 - 1º ottobre 2005)
- Jozef Bubenko (16 ottobre 2005 - 20 febbraio 2006)
- Vangelis Vlachos (21 febbraio 2006 - 30 maggio 2006)
- Ewald Lienen (15 giugno 2006 - 11 novembre 2008)
- Takīs Lemonīs (12 novembre 2008 - 2 dicembre 2008)
- Joti Stamatopoulos (3 dicembre 2008 - 30 giugno 2009)
- Emilio Ferrera (1º luglio 2009 - 26 gennaio 2010)
- Akis Mantzios (ad interim) (26 gennaio 2010 - 2 febbraio 2010)
- Georgios Paraschos (3 febbraio 2010 - 25 aprile 2010)
- Mikael Stahre (25 aprile 2010 - 28 ottobre 2010)
- Akis Mantzios (ad interim) (28 ottobre 2010 - 7 novembre 2010)
- Georgios Paraschos (8 novembre 2010 - 17 novembre 2010)
- Akis Mantzios (ad interim) (16 novembre 2010 - 9 dicembre 2010)
- Takīs Lemonīs (10 dicembre 2010 - 22 novembre 2011)
- Akis Mantzios (24 novembre 2011 - 30 aprile 2012)
- Dimitrios Eleftheropoulos (29 maggio 2012 - 16 febbraio 2013)
- Konstantinos Panagopoulos (18 febbraio 2013 - 7 luglio 2013)
- Nikos Pantelis (9 luglio 2013 - 16 dicembre 2013)
- Konstantinos Panagopoulos (16 dicembre 2013 - 15 febbraio 2014)
- Dimitrios Terezopoulos (ad interim) (16 febbraio 2014 - 17 febbraio 2014)
- Nikos Anastopoulos (18 febbraio 2014 - 5 maggio 2014)
- Dimitrios Terezopoulos (5 maggio 2014 - 1 gennaio 2015)
- Marinos Ouzounidīs (2 gennaio 2015 - 8 agosto 2016)
- Vladan Milojević (11 agosto 2016 - 31 maggio 2017)
- Michalis Grigoriou (1 giugno 2017 - 6 maggio 2018)
- José Anigo (1 giugno 2018 - 2 dicembre 2018)
- Akis Mantzios (4 dicembre 2018 - 2 settembre 2019)
- Nikki Papavasiliou (3 settembre 2019 - 19 febbraio 2020)
- Leonidas Vokolos (26 febbraio 2020 -)

## Organico

### Rosa 2019-2020
| N. |                     | Ruolo | Calciatore                   |
| -- | ------------------- | ----- | ---------------------------- |
| 3  | Grecia (bandiera)   | D     | Giōrgos Saramantas           |
| 4  | Grecia (bandiera)   | D     | Stefanos Evangelou           |
| 5  | Brasile (bandiera)  | D     | Domingues                    |
| 7  | Grecia (bandiera)   | C     | Panagiotis Korbos (capitano) |
| 8  | Serbia (bandiera)   | C     | Novica Maksimović            |
| 9  | Grecia (bandiera)   | A     | Kōnstantinos Doumtsios       |
| 10 | Georgia (bandiera)  | A     | Bachana Arabuli              |
| 12 | Slovenia (bandiera) | P     | Matic Kotnik                 |
| 13 | Grecia (bandiera)   | D     | Odysseas Lymperakīs          |
| 14 | Grecia (bandiera)   | D     | Dīmītrīs Stavropoulos        |
| 16 | Grecia (bandiera)   | C     | Giannīs Oikonomidīs          |
| 17 | Francia (bandiera)  | C     | Sofiane Sidi Ali             |
| 18 | Grecia (bandiera)   | D     | Vasilios Rentzas             |
| 19 | Grecia (bandiera)   | D     | Giannīs Kiakos               |

| N. |                    | Ruolo | Calciatore            |
| -- | ------------------ | ----- | --------------------- |
| 20 | Messico (bandiera) | C     | Pedro Arce            |
| 22 | Grecia (bandiera)  | D     | Thanasis Papageorgiou |
| 23 | Grecia (bandiera)  | A     | Sotiris Tsiloulis     |
| 27 | Grecia (bandiera)  | C     | Giannis Papanikolaou  |
| 28 | Grecia (bandiera)  | A     | Frixos Grivas         |
| 30 | Grecia (bandiera)  | P     | Dimitris Nikas        |
| 32 | Albania (bandiera) | D     | Antonio Mico          |
| 33 | Polonia (bandiera) | D     | Sebastian Chruściel   |
| 36 | Grecia (bandiera)  | A     | Filippos Selkos       |
| 40 | Grecia (bandiera)  | C     | Christos Retsos       |
| 44 | Serbia (bandiera)  | C     | Nemanja Milojević     |
| 67 | Francia (bandiera) | P     | Jérémy Malherbe       |
|    | Russia (bandiera)  | C     | Denis Čeryšev         |

## Rose delle stagioni precedenti
- 2008-2009
- 2011-2012

## Palmarès

### Competizioni nazionali
- Coppa di Grecia: 2

1978-1979, 1997-1998
- Beta Ethniki: 1

1996-1997
- Gamma Ethniki: 2

2020-2021 (gruppo 6), 2023-2024 (gruppo 4)

### Competizioni internazionali
- Coppa dei Balcani per club: 1

1971

### Altri piazzamenti
- Campionato greco:

Secondo posto: 1950-1951, 1970-1971
Terzo posto: 1946-1947, 1958-1959, 1960-1961
- Coppa di Grecia:

Finalista: 1951-1952, 1960-1961, 1966-1967, 1988-1989
Semifinalista: 1952-1953, 1953-1954, 1958-1959, 1961-1962, 1968-1969, 1971-1972, 1972-1973, 1990-1991, 1999-2000, 2017-2018
- Beta Ethniki:

Terzo posto: 1992-1993
- Gamma Ethniki:

Terzo posto: 2022-2023 (gruppo 4)
- Coppa Intertoto UEFA:

Finalista: 2008
- Coppa dei Balcani per club:

Finalista: 1986

## Statistiche e record

### Statistiche nelle competizioni UEFA
Tabella aggiornata alla fine della stagione 2018-2019.
| Competizione                  | Partecipazioni | G  | V | N | P  | RF | RS |
| ----------------------------- | -------------- | -- | - | - | -- | -- | -- |
| Coppa delle Coppe             | 2              | 10 | 6 | 0 | 4  | 15 | 15 |
| Coppa UEFA/UEFA Europa League | 5              | 19 | 7 | 0 | 12 | 20 | 34 |
| Coppa delle Fiere             | 1              | 2  | 1 | 0 | 1  | 2  | 3  |
| Coppa Intertoto               | 1              | 4  | 1 | 0 | 3  | 3  | 4  |

## Tifoseria
Il gruppo principale dei tifosi del Panionios sono i "Panthers" , il gruppo nacque agli inizi degli anni 80. In Grecia i sostenitori del Panionios intrattengono buoni rapporti con i tifosi del Niki Volos, con il gruppo "Basso Rango" dell'Apollon Smyrn e recentemente vi sono stati dei buoni rapporti con i "Warriors", gruppo del Panetolikos. All'estero i "Panthers" sostengono due gemellaggi, rispettivamente con Genoa e Crystal Palace